# 岩崎工
岩崎 工（いわさき たくみ、1955年9月10日 - ）は、日本の作曲家、編曲家、キーボーディスト、音楽プロデューサー。東京都杉並区出身。上智大学外国語学部ポルトガル語学科卒業。

## 略歴
1980年にFILMSにキーボード、編曲家として参加。1982年には天野正道、福永柏、安西史孝と音楽ユニット・TPOを結成。1983年からはTAKUMI名義でソロ・アーティストとしても活動。多数のCM曲やドラマのサウンドトラックを手がける。
豪フェアライト社で研修を受け日本にフェアライトCMI1号機を持ち帰り、『キーボード・マガジン』誌でシンセサイザー講座を連載するなど、シンセサイザー・ミュージックの先駆者でもあった。また、TOKYO FACES（1987年）、SEX（1989年）、ginette（1998年）などのグループでも活動。1997年には自身のレーベルSWIMMING BULLETSを設立している。

## ディスコグラフィー
1. FILMS 「MISPRINT」（1980年　日本コロムビア）
2. TPO 「TPO1」（1983年 CBS・ソニー）
3. TAKUMI 「Meat The Beat」（1983年 Sound Design Records）
4. TAKUMI 「FRAGMENTS OF TIME」（1984年 Sound Design Records） - ミニアルバム
5. TOKYO FACES 「TOKYO FACES」（1992年 ワーナーミュージック・ジャパン）
6. 岩崎工 「この愛に生きて The Heart Is A Lonely Hunter オリジナル・サウンドトラック」（1994年 メディア・レモラス）
7. TAKUMI 「Beyond Nights & Days」（1995年 PROSPER MUSIC）
8. :ginette 「g」（1998年 swimming bullets）